# Myanmar Airways International
Myanmar Airways International Co., Ltd. é a companhia aérea de bandeira internacional de Mianmar, com sede em Yangon Ele presta serviços regulares para destinos internacionais, principalmente no Sudeste Asiático. Ela é baseada no Aeroporto Internacional de Yangon.

## História
A companhia aérea foi fundada pelo governo antes da independência em 1946, como Union of Burma Airways, inicialmente apenas em serviços domésticos, sendo os serviços internacionais adicionados em 1950.
O nome foi mudado para Burma Airways em dezembro de 1972, e, em seguida para Myanma Airways em 1 de abril de 1989, após a mudança de nome do país de Birmânia para Mianmar. Os serviços internacionais foram transferidos para Myanmar Airways International, que foi criada em 1993.

## Acordos de código partilhado
Myanmar Airways International tem um acordo de código partilhado com:
- Jetstar Asia
- Korean Air
- Asiana Airlines